# Aldo Giacché
Aldo Giacché (La Spezia, 14 aprile 1928 – La Spezia, 14 marzo 2019) è stato un politico italiano.

## Biografia
(Da un'intervista a Chiara Alfonzetti, 8 gennaio, 2015)
Nato a Marola (La Spezia), da una famiglia di estrazione operaia, dal 1944 collabora con i G.A.P. (Gruppi di Azione Patriottica), partigiani che operavano prevalentemente in città.
Dopo la Liberazione si iscrive alla Federazione Giovanile Comunista Italiana e si diploma presso l’Istituto Magistrale conseguendo il titolo di maestro di scuola elementare. 
Ha ricoperto diversi incarichi politici: è stato Segretario della Federazione Giovanile Comunista Italiana spezzina e il più giovane Consigliere Comunale del Comune della Spezia nei primi anni Cinquanta; dal 1966 al 1968 è stato Segretario del Comitato Cittadino del PCI; dal 1968 torna a ricoprire la carica di Consigliere Comunale per poi divenire Capogruppo del PCI; dal 1968 al 1976 viene eletto Segretario della Federazione Provinciale del PCI. Farà anche parte successivamente degli organismi dirigenti nazionali del Partito Comunista Italiano (prima del Comitato centrale e successivamente della Commissione Centrale di Controllo). 
È stato Sindaco della Spezia dal 1976 al 1983 e Senatore della Repubblica per la IX e X legislatura (dal 1983 al 1992). 
Al termine dell’esperienza romana ha partecipato attivamente al dibattito politico spezzino aderendo ad alcuni comitati civici.
Nel 2006 e nel 2016 è tra i fondatori del Comitato spezzino per il NO al Referendum costituzionale in Italia del 2006 di Berlusconi prima e poi della Riforma costituzionale Renzi-Boschi.
È deceduto a La Spezia il 14 marzo 2019; lascia la moglie Anna Valle, con cui era sposato dal 1961, già docente di Lettere e Storia e autrice di saggi e opere letterarie, oggi in pensione, e i figli Vladimiro Giacché, economista e Irene Giacché, editore.
Della sua figura di Sindaco popolare ed aperto al dialogo, ha scritto nel 2018 Sandro Bertagna: "Aldo Giacché rappresenta in modo significativo tutta un'epoca in cui si sono intrecciate le lotte per la libertà e la democrazia, le lotte dei lavoratori, le battaglie sociali, civili e ideali, il protagonismo delle donne, i movimenti per un impegno civico e di partecipazione del cittadini".
Di Giacché scrive l’ex senatore Luigi Grillo, e all’epoca capogruppo della Dc in Comune: "Ricordo il suo rigore nella conduzione dell’amministrazione, la sua non comune preparazione nell’affrontare ogni argomento, la sua correttezza nei rapporti con le minoranze. In quegli anni furono prese importanti decisioni per il futuro della città. Vennero approvati il Piano dei Servizi, che bloccò l’aggressione edilizia sulle colline, e il Piano Regolatore che segnò la svolta lungo la quale si immaginava lo sviluppo del nostro comune nel rapporto con la Val di Magra e la Val di Vara."

## Pubblicazioni
- È uscito postumo il volume da lui curato: "Anni clandestini. Memorie dal 1904 al 1945" di Antonio "Silvio Borgatti, La Spezia, 2022.
- Per Anpi e Comune di Lerici ha scritto e curato "Tommaso Lupi, partigiano, artefice della stampa clandestina antifascista" (con Antonio Bianchi), La Spezia 2012.
- Per la Provincia spezzina ha curato: "La Provincia della Spezia, Medaglia d'Oro della Resistenza", La Spezia 1999.